# Asura peloa
Asura peloa là một loài bướm đêm thuộc phân họ Arctiinae, họ Erebidae.